# Чечеловка
Чечело́вка (укр. Чечелівка) — исторический район Днепра. Расположен в западной части города. Основан в конце XVIII века.

## История
Чечеловка возникла в 1880-х годах с основанием Брянского завода (ныне — Днепровский металлургический завод) и развитием промышленности. В 1890-х годах начали появляться первые улицы, которые носили такое-же название, как и посёлок — Первая, Вторая и Третья Чечеловки.
С началом XX века начала Чечеловка начала разрастаться на юг. Также возникали новые улицы. Началось строительство 2-этажных домов, квартиры в которых сдавали рабочим Брянского завода. В советское время были построены здание индустриального техникума и дворец культуры имени Ильича.
В 2015 года Красногвардейский район, в который входила Чечеловка, был переименован в Чечеловский.

## Главные улицы
- Проспект Сергея Нигояна
- Улица Выборгская
- Улица Курчатова
- Проспект Ивана Мазепы
- Улица щербаня
- Улица Щепкина
- Улица Рабочая

## Достопримечательности
- Украинский Дом (бывший ДК им. Ильича)
- Парк Памяти и Примирения (бывший парк им. Калинина
- здание дворца Дворец профилактики
- Здание администрации Чечеловского района

## Транспорт
- Станция метро «Метростроителей»
- Троллейбус № 4
- Трамваи № 5, 14, 15
- Автобусы